# リトルリバー郡 (アーカンソー州)
リトルリバー郡 (Little River County) はアメリカ合衆国アーカンソー州に位置する郡である。2000年現在、ここの人口は13,628人である。ここの郡庁所在地はアッシュダウンである。この郡は1867年3月5日に設立された。

## 地理
アメリカ合衆国統計局によると、この郡は総面積1,463 km2 (565 mi2) である。このうち1,377 km2 (532 mi2) が陸地で86 km2 (33 mi2) が水地域である。総面積の5.87%が水地域となっている。

### 隣接する郡
- セビア郡  (北)
- ヘンプステッド郡  (東)
- ミラー郡  (南東)
- ボウイ郡 (テキサス州)  (南)
- マカーテン郡 (オクラホマ州)  (西)

## 人口動静
2000年現在の国勢調査で、この郡は人口13,628人、5,465世帯、及び3,912家族が暮らしている。人口密度は10/km2 (26/mi2) である。5/km2 (12/mi2) の平均的な密度に6,435軒の住居が建っている。この郡の人種的構成は白人74.52%、アフリカン・アメリカン21.27%、先住民1.45%、アジア0.20%、太平洋諸島系0.01%、その他の人種0.86%、及び混血1.67%である。人口の1.72%がヒスパニックまたはラテン系である。
この郡内の住民は25.20%が18歳未満の未成年、18歳以上24歳以下が8.40%、25歳以上44歳以下が25.70%、45歳以上64歳以下が25.60%、及び65歳以上が15.10%にわたっている。中央値年齢は38歳である。女性100人ごとに対して男性は94.70人である。18歳以上の女性100人ごとに対して男性は90.30人である。
この郡の世帯ごとの平均的な収入は29,417米ドルであり、家族ごとの平均的な収入は36,207米ドルである。男性は32,489米ドルに対して女性は18,435米ドルの平均的な収入がある。この郡の一人当たりの収入 (per capita income) は15,899米ドルである。人口の15.40%及び家族の11.90%は貧困線以下である。全人口のうち18歳未満の18.80%及び65歳以上の17.80%は貧困線以下の生活を送っている。

## 都市及び町
- アッシュダウン
- フォーマン
- オグデン
- ウィルトン
- ウィンスロープ